# Gary Naysmith
Gary Andrew Naysmith (født 16. november 1978 i Edinburgh, Skotland) er en skotsk tidligere fodboldspiller, der spillede som venstre back. Han repræsenterede gennem karrieren blandt andet Everton, Sheffield United og Hearts.

## Landshold
Naysmith nåede 46 kampe og én scoring for Skotlands landshold, som han debuterede for i maj 2000 i en venskabskamp mod Irland. 